# Kefar Cewi Sitrin
Kefar Cewi Sitrin (hebr. כפר צבי סיטרין; pol. Wieś Cewiego Sitrina; ang. Kfar Tzvi Sitrin, czasami nazywana także Beit Tzvi) – wieś położona w Samorządzie Regionu Chof ha-Karmel, w Dystrykcie Hajfy, w Izraelu.

## Położenie
Leży w południowej części masywu Góry Karmel, w otoczeniu miasta Tirat Karmel, moszawu Megadim, oraz wiosek Atlit i En Hod.

## Historia
Wieś została założona w 1953 roku jako zawodowa szkoła religijna i znajdujące się przy niej internaty. wieś młodzieżową nazwano na cześć przywódcy partii politycznej Hapoel Ha-Mizrachi w Stanach Zjednoczonych, Cwi Sitrina.

## Edukacja
We wsi znajduje się jesziwa Or Avner. We wsi jest boisko do piłki nożnej oraz szkolne obiekty sportowe.

## Transport
Wzdłuż zachodniej granicy wioski przebiega droga ekspresowa nr 4, brak jednak możliwości bezpośredniego wjazdu na nią. Ze wsi wychodzi lokalna droga, którą jadąc na południe dojeżdża się do drogi nr 721, którą jadąc na zachód dojeżdża się do drogi ekspresowej nr 4, lub jadąc na wschód dojeżdża się do wsi En Hod.